# Mohamed Zineddaine
Mohamed Zineddaine (محمد زين الدين,   Oued Zem, Marroc, 1 de gener de 1957) és un periodista, fotògraf, guionista i productor marroquí.

## Biografia
El 1983, va marxar a França i es va incorporar a la Universitat de Château de Nice per seguir un curs d'estudis d'informàtica durant un any. Després va anar a Itàlia, a Bolonya, per estudiar cinema al departament d'art, música i entreteniment de la Universitat de Bolonya.
El desembre de 2018 va estrenar la seva nova pel·lícula "La guérisseuse" durant el Festival Internacional de Cinema de Marràqueix (FIFM)

## Filmografia
- 2018 : La guérisseuse[5][6][7]
- 2008 : Tu te souviens d'Adil ?[8]
- 2005 :  Réveil[9][10]
- 2002 : La vecchia ballerina